# Municipio de New Hope (condado de Perquimans)
El municipio de New Hope (en inglés: New Hope Township) es un municipio ubicado en el  condado de Perquimans en el estado estadounidense de Carolina del Norte. En el año 2010 tenía una población de 3.005 habitantes.

## Geografía
El municipio de New Hope se encuentra ubicado en las coordenadas 36°10′32.57″N 76°18′32.77″O / 36.1757139, -76.3091028.